# Szymon Peszat
Szymon Peszat (ur. 26 listopada 1961 w Krakowie) – polski matematyk, profesor nauk matematycznych. Specjalizuje się w procesach stochastycznych oraz teorii prawdopodobieństwa. Profesor zwyczajny Instytutu Matematycznego PAN oraz profesor zwyczajny Zakładu Matematyki Finansowej Instytutu Matematyki Wydziału Matematyki i Informatyki Uniwersytetu Jagiellońskiego.

## Życiorys
Matematykę ukończył na Uniwersytecie Jagiellońskim w 1985. W latach 1985–1994 pracował naukowo na Akademii Górniczo-Hutniczej w Krakowie początkowo jako asystent, a następnie adiunkt (1993-1994). Stopień doktorski uzyskał w Instytucie Matematycznym PAN w 1993 broniąc pracy pt. Zasada wielkich odchyleń dla stochastycznych równań ewolucyjnych, przygotowanej pod kierunkiem Jerzego Zabczyka. W 1994 rozpoczął w krakowskim Instytucie Matematycznym PAN pracę na pozycji adiunkta, gdzie po habilitacji w roku 2000 na podstawie oceny dorobku naukowego i publikacji Istnienie, jednoznaczność i regularność rozwiązań stochastycznych równań ewolucyjnych, awansował w 2001 roku na stanowisko profesora nadzwyczajnego. W latach 2003–2007 zatrudniony także jako profesor w Instytucie Matematyki Akademii Świętokrzyskiej. W okresie 2007–2014 ponownie zatrudniony w AGH jako profesor nadzwyczajny na Wydziale Matematyki Stosowanej. Tytuł naukowy profesora nauk matematycznych został mu nadany w 2012. W latach 2014 do 2019 profesor nadzwyczajny Zakładu Matematyki Finansowej Instytutu Matematyki UJ. Od  2019 profesor zwyczajny Zakładu Matematyki Finansowej Instytutu Matematyki UJ.
Współautor (wraz z J. Zabczykiem) książki Stochastic partial differential equations with Lévy Noise. An evolution equation approach (Cambridge University Press 2007, ISBN 978-0-521-87989-7). Swoje prace publikował w takich czasopismach jak m.in. „Probability Theory and Related Fields”, „The Annals of Probability", „Stochastic Processes and their Applications”, „Studia Mathematica" oraz „Journal of Evolution Equations".
Należy do Polskiego Towarzystwa Matematycznego.